# Зверев, Алексей Данилович
Алексей Данилович Зверев (1872, Московская губерния — 27 августа 1918, Оханский уезд, Пермская губерния, РСФСР) — противораскольнический миссионер, прославлен Русской православной церковью в лике святых как мученик, память совершается 27 августа по новому стилю.

## Биография
Родился в 1872 году в крестьянской семье. Окончил начальное училище.
Перешёл из старообрядчества в православие под влиянием настоятеля московского храма преподобного Сергия Радонежского в Рогожской слободе протоиерея Иоанна Виноградова, ставшего затем его духовным отцом.
Жил в селе Борисово Московского уезда. Стал противораскольническим миссионером в Московской епархии, получив благословение митрополита Московского Владимира (Богоявленского) на произношение проповедей с облачением в стихарь в местном храме Живоначальной Троицы (1900-е). В летнее время, во время отсутствия настоятеля, он возглавлял проведение регулярных бесед со старообрядцами в Московском Никольском единоверческом монастыре по благословению настоятеля этого монастыря архимандрита Павла (Леднева).
В 1917 году член Поместного собора Православной российской церкви по избранию как мирянин от Московской епархии, участвовал во всех трёх сессиях, член VII, IX, X отделов.
В 1918 году член комиссии Собора для расследования убийства в Перми архиепископа Андроника (Никольского). Когда, окончив расследование, комиссия возвращалась в Москву, в вагон ворвались красноармейцы, убили всех членов комиссии и выбросили их тела из поезда. Материалы расследования и средства, собранные на нужды Собора, были похищены. Местные крестьяне нашли тела мучеников и похоронили их. На могилу началось паломничество, власти вырыли тела и сожгли.
Прославлен как мученик в лике святых новомучеников и исповедников Церкви Русской на Юбилейном Архиерейском соборе Русской православной церкви в августе 2000 года для общецерковного почитания.

## Сочинения
Крестные ходы в селе Борисове — православный и старообрядческий. М., 1911.